# La Chapelle-aux-Lys

La Chapelle-aux-Lys este o comună în departamentul Vendée, Franța. În 2009 avea o populație de 245 de locuitori.